# Maralda
Maralda foi uma nobre bizantina de origem armênia dos séculos X e XI. Casou-se com o notável Melo de Bari e gerou Argiro. O seu marido se rebelou várias vezes contra o domínio do Império Bizantino no sul da Itália, e na primeira delas, em 1009-1011, foi presa com Argiro pelos residentes de Bari e levada para Constantinopla.